# 50 m²
50 m² (Originaltitel: 50m2) ist eine türkische schwarzhumorige Drama-Serie, die von Beşiktaş Kültür Merkezi produziert wird. Die Serie erschien mit deutscher Synchronisation am 27. Januar 2021 weltweit auf Netflix.

## Handlung
Der mysteriöse Auftragskiller Gölge verrichtet die Drecksarbeit für Servet Nadir, der ihn aufgezogen hat und von Gölge als Vaterfigur gesehen wird. Gölge, der alle Geheimnisse von Servet Nadir kennt, erinnert sich nicht an seine Kindheit und versucht, diese anhand eines Fotos zu ergründen. Als es zum Verrat zwischen den beiden kommt, ist Gölge zur Flucht gezwungen. Er findet Zuflucht in einer 50 Quadratmeter großen Schneiderei, die im Viertel Güzelce in Istanbul liegt. Die Nachbarn im Viertel sind fest davon überzeugt, dass er Adem, der Sohn des kürzlich verstorbenen Schneiders Adil ist. Gölge entschließt sich, die Identität von Adem anzunehmen und sich in die Nachbarschaft zu integrieren. Doch seine dunkle Vergangenheit holt ihn immer wieder ein, und er merkt sehr schnell, dass es schwerer als gedacht ist, diese neue Identität aufrechtzuerhalten. Mit der Zeit lernt Gölge mehr über sich und seine Vergangenheit kennen, und er fängt an, sich zu wandeln. Und ganz unabhängig von den Herausforderungen, die sich im Viertel auftun, hat Gölge einen nachhaltigen Einfluss auf die Nachbarschaft, genauso wie diese auch auf ihn selbst.

## Besetzung und Synchronisation
| Rolle  | Schauspieler        | Synchronsprecher     |
| ------ | ------------------- | -------------------- |
| Gölge  | Engin Öztürk        | Florian Hoffmann     |
| Dilara | Aybüke Pusat        | Alice Bauer          |
| Muhtar | Cengiz Bozkurt      | Hans Bayer           |
| Servet | Kürşat Alnıaçık     | Rainer Doering       |
| Mesut  | Tolga Tekin         | Peter Sura           |
| Civan  | Özgür Emre Yıldırım | Asad Schwarz         |
| Imam   | Murat Kılıç         | Tobias Lelle         |
| Yakup  | Yiğit Kirazcı       | Tim Knauer           |
| Özlem  | Tuğçe Karabacak     | Nurcan Özdemir       |
| Turan† | Tuncay Beyazıt      | Reinhard Scheunemann |
| Ismet  | Emrullah Çakay      | Dirk Stollberg       |
| Tifil  | Emre Yeşilöz        | Patrick Baehr        |

## Episodenliste
| Nr.                                                                                  | Originaltitel | Regie | Drehbuch |
| ------------------------------------------------------------------------------------ | ------------- | ----- | -------- |
| 1                                                                                    | Folge 1       | -     | -        |
| 2                                                                                    | Folge 2       | -     | -        |
| 3                                                                                    | Folge 3       | -     | -        |
| 4                                                                                    | Folge 4       | -     | -        |
| 5                                                                                    | Folge 5       | -     | -        |
| 6                                                                                    | Folge 6       | -     | -        |
| 7                                                                                    | Folge 7       | -     | -        |
| 8                                                                                    | Folge 8       | -     | -        |
| Am 27. Januar 2021 wurden alle Folgen der ersten Staffel bei Netflix veröffentlicht. |               |       |          |